# Bupalus flavomughusaria
Bupalus flavomughusaria är en fjärilsart som beskrevs av Dzuirz. 1912. Bupalus flavomughusaria ingår i släktet Bupalus och familjen mätare. Inga underarter finns listade i Catalogue of Life.